# Governatorato di Ma'rib
Maʾrib (in arabo مأرب‎?) è un governatorato dello Yemen.